# Église Saint-Ignace de Port Tobacco
Pour les articles homonymes, voir Église Saint-Ignace.
L’église Saint-Ignace (avec St Thomas Manor) est un édifice religieux catholique sis près de Port Tobacco Village, au Maryland (États-Unis). Une mission ouverte en 1641 (à ‘Chapel point’) par le missionnaire jésuite anglais Andrew White devient paroisse en 1662, la plus ancienne paroisse catholique des Treize colonies. L’église actuelle construite en 1798 servit de cathédrale temporaire lorsque le diocèse de Baltimore fut érigé. Depuis sa fondation la paroisse est administrée par les Jésuites.  

## Histoire
En décembre 1790, c’est à Saint-Ignace que John Carroll prit possession de son diocèse de Baltimore. Il est le premier évêque catholique des États-Unis d’Amérique, les ‘Treize colonies’ ayant signé leur déclaration d’indépendance 14 ans plus tôt (en 1776).  Indirectement cette investiture fit de l’église Saint-Ignace le premier ‘siège épiscopal’ catholique aux États-Unis.   
Durant la période esclavagiste et après la guerre civile américaine, alors que la plupart des gouvernements du sud classaient les gens soit comme ‘Noirs’ ou ‘Blancs’ dans un système esclavagiste binaire lié à la race, la paroisse Saint-Ignace était parmi les paroisses catholiques qui continuèrent à enregistrer leurs membres indigènes comme ‘Indiens’  (Amérindiens). À l’époque moderne cela a permis à certaines tribus, par des recherches dans les registres paroissiaux catholiques, de documenter leur histoire culturelle continue et leur identification en tant qu’Amérindiens, et à obtenir une reconnaissance officielle par le gouvernement fédéral de leur statut en tant que ‘tribus aborigènes’,.
C’est également à partir de Saint-Ignace (et la résidence 'St Thomas Manor') que s’organisa la renaissance de la Compagnie de Jésus aux États-Unis, au début du XIXe siècle. Trois prêtres américains prononcèrent leurs vœux à Saint-Ignace en 1805, devenant les premiers profès religieux de la nouvelle Compagnie de Jésus aux États-Unis.

## Description
La résidence (St Thomas Manor) jointe à l’église paroissiale est une structure de briques de deux étages, avec sept baies, de style géorgien. Elle est le plus ancien bâtiment de style géorgien dans le Maryland. Construite en 1741 comme le quartier général de la mission jésuite au Maryland elle remplaçait une structure antérieure et servit de résidence officielle au Supérieur et plus tard Provincial des Jésuites. Cette maison était également le point de départ vers d’autres missions parmi les populations indigènes du Maryland et dans la région appelée ‘Mid-Atlantic’.

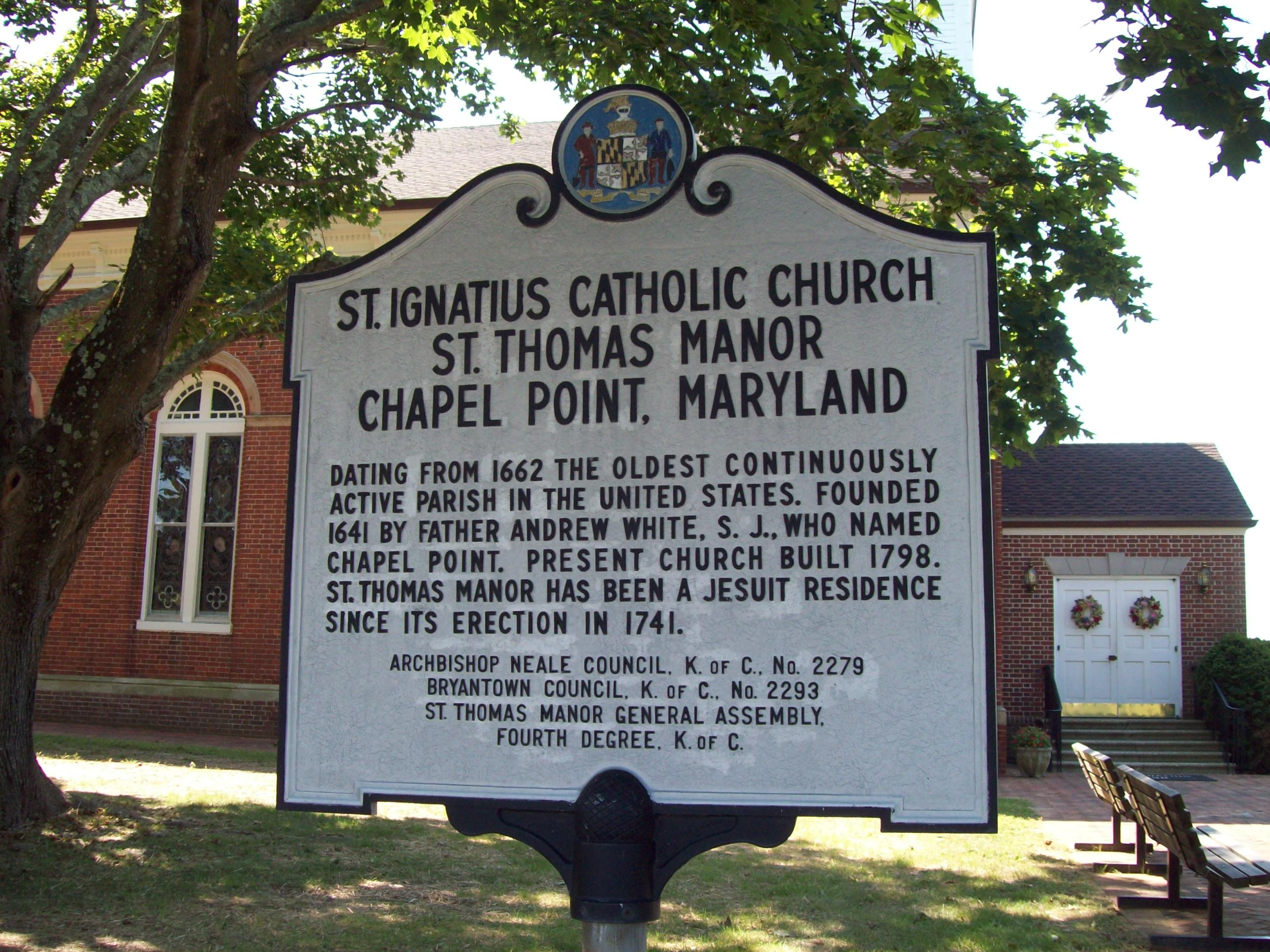

Outre l’église et la résidence qui lui est directement attachée le domaine comprend également une dépendance en bois pour le logement des esclaves (construite au milieu du XIXe siècle) et un vaste et ancien cimetière, en face (et à l’ouest) de l’église.  Des personnalités politiques importantes originaires de la paroisse y sont enterrées.
L’ensemble - église, résidence (St Thomas Manor) et cimetière - sont classés au Registre national des lieux historiques des États-Unis depuis 1988.  En raison de leur histoire et de leur cadre pittoresque au bord de la rivière (non loin du Potomac), le domaine attire de nombreux visiteurs.